# Chacokauz
Der Chacokauz oder Chaco-Waldkauz (Strix chacoensis), auch Chaco-Rotfußkauz genannt, ist eine Art der Gattung Strix aus der Familie der Eigentlichen Eulen (Strigidae). Er kommt ausschließlich in Südamerika vor. 

## Merkmale
Mit einer Körpergröße von etwa 35 bis 38 Zentimetern ist der Chacokauz innerhalb seiner Gattung eine mittelgroße Art. Federohren fehlen. Der Gesichtsschleier ist weißlich mit dunklen konzentrischen Linien und am äußeren Rand durch eine feine braune Linie begrenzt. Die Körperoberseite ist blass ockerfarben mit einer dunkleren Zeichnung, die Unterseite ist  weißlich mit rötlichen und dunkelbraunen Querstreifen. Die Augen sind braun. Die Läufe und Zehen sind befiedert.  
Verwechslungsmöglichkeiten bestehen vor allem mit dem Rotfußkauz, der allerdings dunkler ist. 

## Verbreitungsgebiet und Lebensraum

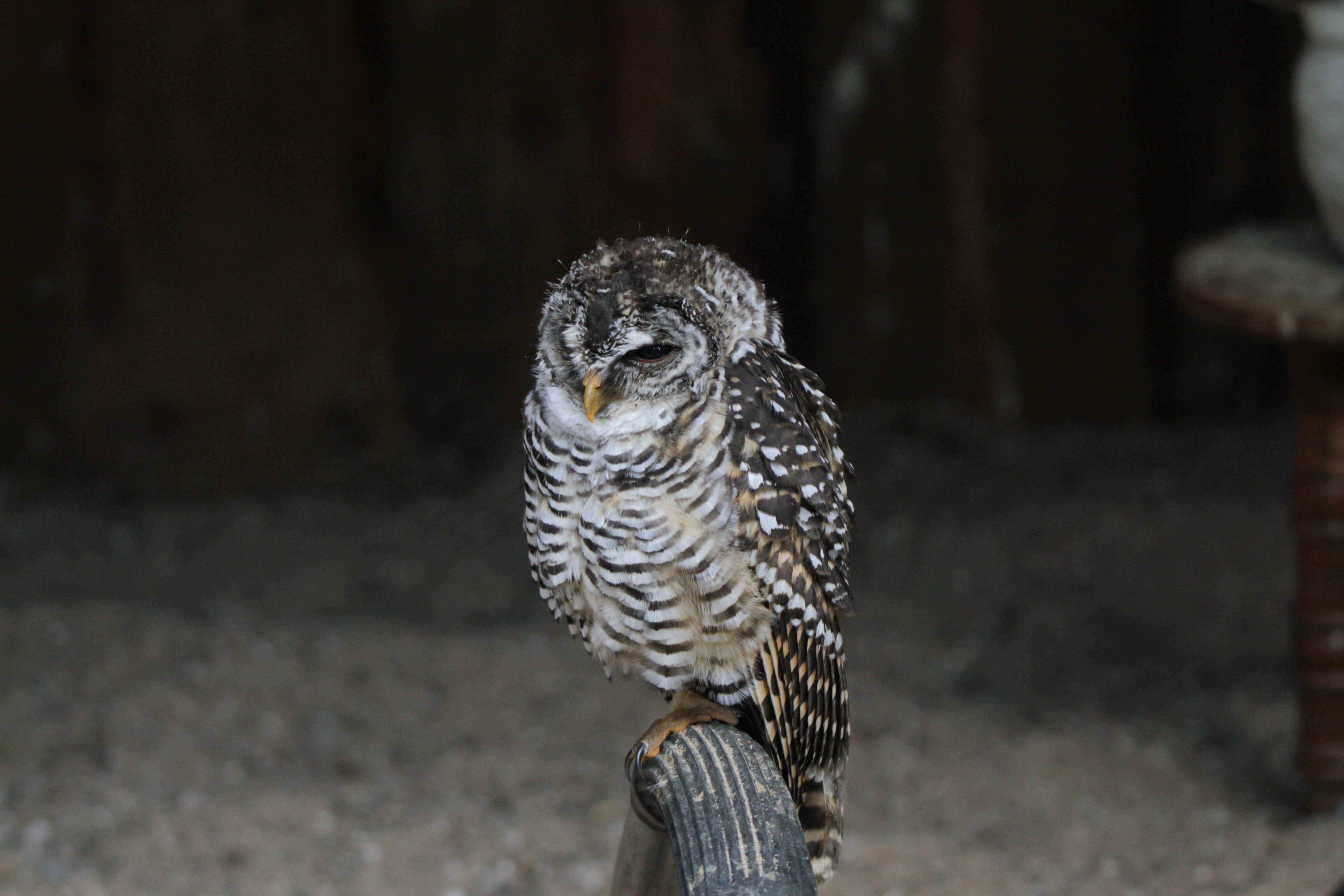
Chacokauz

Der Chacokauz kommt im Süden Boliviens, in Argentinien und in Paraguay vor. Er ist ein Standvogel, der halboffene, eher aride und mit Dornbüschen bestandene Landschaften besiedelt.

## Lebensweise
Der Chacokauz ist eine dämmerungs- und nachtaktive Eulenart. Er übertagt normalerweise im dichten Blattwerk von Bäumen oder Sträuchern. Mitunter sitzt er auch direkt auf der Erde. Sein Nahrungsspektrum umfasst kleine Säugetiere und Vögel sowie andere kleine Wirbeltiere. Außerdem frisst er Insekten. Er brütet normalerweise in Baumhöhlen, in Ausnahmefällen wird die Nistmulde aber direkt unter einem Strauch oder einem umgestürzten Baum errichtet. Das Gelege besteht aus zwei bis drei weißen Eiern. Es brütet nur das Weibchen.

## Etymologie und Forschungsgeschichte
Die Erstbeschreibung des Chacokauzs erfolgte 1914 durch George Kruck Cherrie und Elsie Margaret Binger Reichenberger (später Naumburg) unter dem wissenschaftlichen Namen Strix chacoensis. Als Sammelort nannte sie Fort Wheeler Gran Chaco, Paraguay. Dort hat Cherry das Typusexemplar am 18. September 1916 gesammelt. Bereits 1758  führte Carl von Linné die Gattung Strix ein. Der Begriff leitet sich vom lateinischen strix, strigis oder griechischen στριξ, στριγος strix, strigos für Eule ab. Der Artname »chacoensis« bezieht sich auf das Sammelgebiet des Typusexemplars. Neben Fort Wheeler gibt Alfred Laubmann noch Puerto Casado als Fundort an. Auch die von Roberto Dabbene 1926 als Rotfußkauze östlich von Salta bis in die Provinz La Pampa verbreiteten Vögel, rechnet er der Art zu.

## Belege